# Titularbistum Murthlacum
Murthlacum (ital.: Mortlach) ist ein Titularbistum der römisch-katholischen Kirche.
Es geht zurück auf einen untergegangenen Bischofssitz in der Stadt Dufftown in Banffshire, Schottland.
| Titularbischöfe von Murthlacum |                       |                                            |                   |                    |
| Nr.                            | Name                  | Amt                                        | von               | bis                |
| 1                              | Thomas William Lyons  | Weihbischof in Washington (USA)            | 12. Juli 1974     | 25. März 1988      |
| 2                              | Edmond Carmody        | Weihbischof in San Antonio (USA)           | 8. November 1988  | 24. März 1992      |
| 3                              | Hilton Forrest Deakin | Weihbischof in Melbourne (Australien)      | 30. Dezember 1992 | 28. September 2022 |
| 4                              | Richard Walker        | Weihbischof in Birmingham (Großbritannien) | 25. April 2024    |                    |